# Harasîmivka, Stanîcino-Luhanske
Harasîmivka (în ucraineană Гарасимівка) este o comună în raionul Stanîcino-Luhanske, regiunea Luhansk, Ucraina, formată numai din satul de reședință.

## Demografie
Componența lingvistică a comunei Harasîmivka
     Rusă (95,03%)
     Ucraineană (4,59%)
     Alte limbi (0,25%)
Conform recensământului din 2001, majoritatea populației comunei Harasîmivka era vorbitoare de rusă (95,03%), existând în minoritate și vorbitori de ucraineană (4,59%).